# Henryk Dembowski

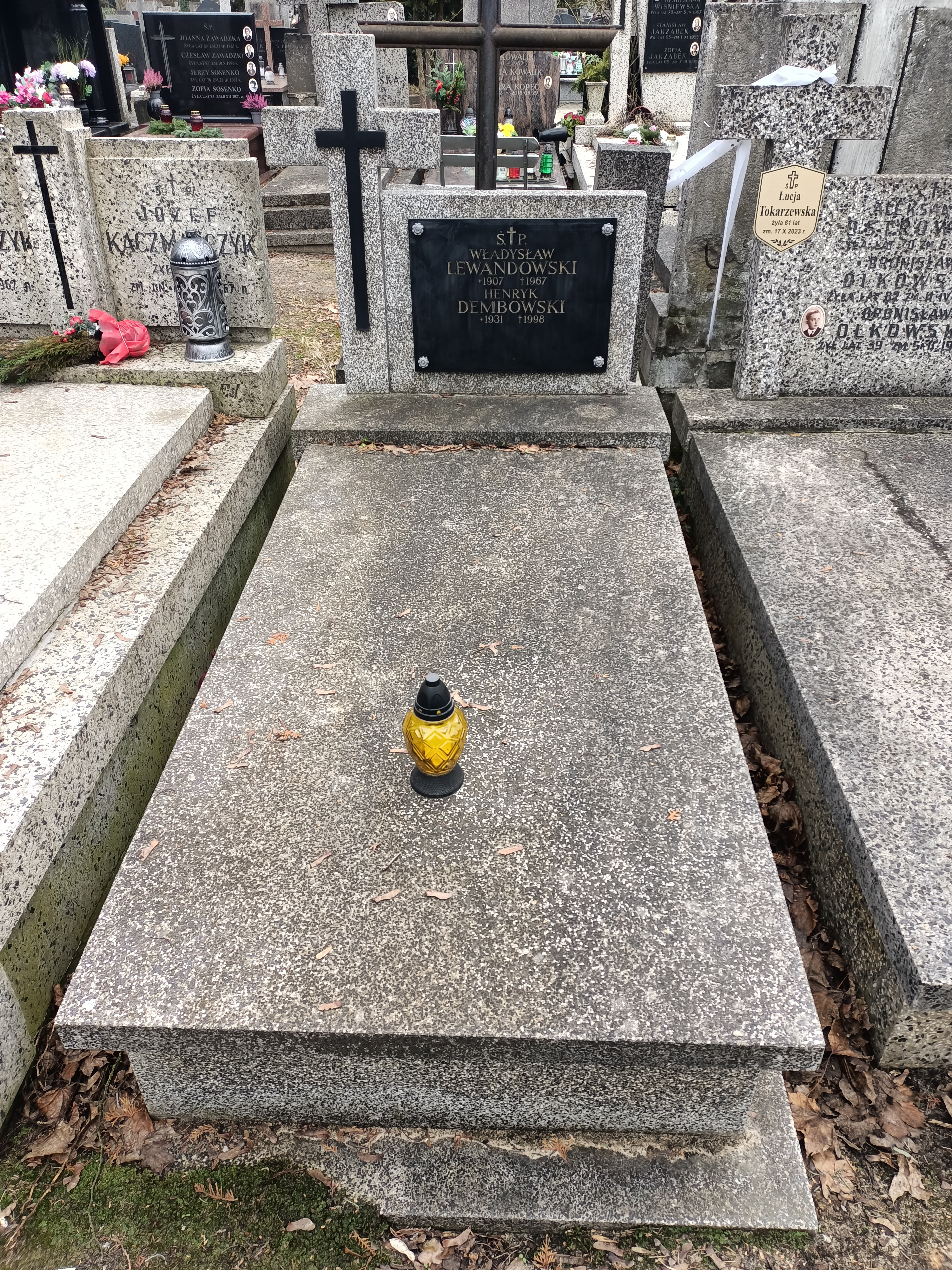
Nagrobek Henryka Dembowskiego na Cmentarzu Bródnowskim w Warszawie

Henryk Dembowski (ur. 27 czerwca 1931 w Sosnowcu, zm. 7 lutego 1998) – polski hutnik, poseł na Sejm PRL V kadencji.

## Życiorys
Uzyskał wykształcenie średnie techniczne, ze specjalnością technika obróbki cieplnej. Był zatrudniony jako mistrz w Hucie Warszawa. W 1969 uzyskał mandat posła na Sejm PRL w okręgu Warszawa-Wola z ramienia Polskiej Zjednoczonej Partii Robotniczej. Zasiadał w Komisji Oświaty i Nauki, Komisji Pracy i Spraw Socjalnych oraz w Komisji Przemysłu Ciężkiego, Chemicznego i Górnictwa.
Pochowany 12 lutego 1998 na cmentarzu na Bródnie w Warszawie.